# Sévérac
Sévérac (bret. Severeg) – miejscowość i gmina we Francji, w regionie Kraj Loary, w departamencie Loara Atlantycka.
Według danych na rok 2010 gminę zamieszkiwało 1557 osób, a gęstość zaludnienia wynosiła 69 osób/km².